# Луппов, Евгений Алексеевич
Евге́ний Алексе́евич Лу́ппов (27 января 1916, Саратов — 7 октября 1977, Советск) — советский офицер, танкист, участник советско-финской и Великой Отечественной войн, Герой Советского Союза (15 января 1940).

## Биография
Родился 27 января 1916 года в городе Саратове. Русский. Окончил школу ФЗУ в Ленинграде, затем работал токарем на Балтийском заводе и в весоремонтных мастерских.
В РККА с 1937 года. Окончил полковую школу.
Участник советско-финской войны 1939-40 годов. 13 декабря 1939 года в составе танкового взвода под командованием лейтенанта В. Г. Груздева командир башни танка Т-28 1-й роты 91-го танкового батальона 20-й тяжёлой танковой бригады 7-й армии Северо-Западного фронта младший командир Е. А. Луппов проводил разведку дороги вдоль озера Муоланъярви (ныне озеро Глубокое Выборгского района Ленинградской области). Во время разведки танк был обстрелян артиллерией противника и подбит. Командир башни открыл ответный огонь и подавил несколько огневых точек. Тем самым, экипаж сумел продержаться в танке, пока не подошла подмога.
Увидев, что на помощь идёт пехота, танкисты покинули машину и открыли огонь из пулемётов. В результате близкого разрыва снаряда погибли В. Г. Груздев, пулемётчики Б. В. Волк и М. А. Лобастев. Командира орудия Е. А. Луппова, радиста К. С. Симоняна и техника И. К. Коваля откинуло ударной волной в сторону.
Указом Президиума Верховного Совета СССР от 15 января 1940 года за «образцовое выполнение боевых заданий командования на фронте борьбы с финской белогвардейщиной и проявленные при этом отвагу и геройство» младшему командиру Луппову Евгению Алексеевичу присвоено звание Героя Советского Союза с вручением ордена Ленина и медали «Золотая Звезда» (№ 210).
За подвиг в этом бою звания Героя Советского Союза были удостоены все члены экипажа лейтенанта В. Г. Груздева.
В начале 1941 года окончил Саратовское танковое училище. С началом Великой Отечественной войны сражался на Западном, Брянском, Воронежском и Юго-Западном, фронтах в должности командира танкового взвода, роты и батальона. Принимал участие в обороне Москвы, Воронежа, в боях под Харьковом. В середине октября 1941 года направлен в 4-ю танковую бригаду (с 11 ноября 1941 — 1-я гвардейская танковая бригада), накануне боёв за деревню Скирманово (Московская область). В бою за Скирманово экипаж Луппова уничтожил немецкий танк, один миномёт и одно противотанковое орудие. Танк Луппова получил пять пробоин. Командуя танковой ротой в районе деревни Козлово (Рузский район Московской области), он в паре с машиной К. М. Самохина попеременно вёл бой и ездил за боеприпасами. «В общем бой очень интересный был. Когда Самохин уезжает за боеприпасами — я веду огонь; приедет Самохин обратно, открывает огонь — я уезжаю за боеприпасами. Такая у нас очерёдность установилась», — вспоминал Луппов. В этом эпизоде боевой счёт командира танка Т-34 лейтенанта Е. А. Луппова пополнился на 7 танков, 5 миномётов, 2 противотанковых орудия, 3 пулемётных гнезда и до роты пехоты противника.
5 марта 1943 года во время контрнаступления немецких войск под Харьковом был контужен у станции Лозовая Харьковской области и попал в плен. В 1945 году освобожден американскими войсками, репатриирован, прошел спецпроверку в 5-й запасной стрелковой дивизии и в том же году уволен в запас в звании капитана.
Жил в городе Советске Калининградской области, работал слесарем. Умер 7 октября 1977 года.

## Награды
- Медаль «Золотая Звезда» № 210 Героя Советского Союза (15 января 1940);
- орден Ленина (15 января 1940);
- орден Красного Знамени (1941);
- две медали.

## Семья
Жена — Ольга Петровна Луппова, проживала в Саратове.

## Память
- Улица в Саратове[6].